# True Friends
True Friends è un singolo del gruppo musicale britannico Bring Me the Horizon, il terzo estratto dal loro quinto album in studio That's the Spirit, pubblicato il 25 agosto 2015 dalla Sony Music.

## Video ufficiale
All'uscita del singolo, quest'ultimo è stato accompagnato da un lyric video realizzato da Goonzi per conto della 12 Inch Media. Successivamente, il 5 novembre 2015, è stato pubblicato un cortometraggio di 7 minuti e 39 secondi diretto da Oliver Sykes, cantante dei Bring Me the Horizon, incentrato sulla vendetta di una figlia ai danni del padre violento, interpretato dall'attore britannico Steve Oram.

## Tracce
Testi di Oliver Sykes, musiche dei Bring Me the Horizon.
1. True Friends – 3:52

## Formazione
Bring Me the Horizon
- Oliver Sykes – voce
- Lee Malia − chitarra
- Matt Kean − basso
- Matthew Nicholls − batteria, percussioni
- Jordan Fish − tastiera, sintetizzatore, programmazione, cori

Altri musicisti
- Maddie Cutter − violoncello
- Will Harvey − violino

## Classifiche
| Classifica (2015)          | Posizione massima |
| -------------------------- | ----------------- |
| Australia                  | 91                |
| Regno Unito                | 91                |
| Regno Unito (rock & metal) | 1                 |
| Stati Uniti (rock)         | 22                |
| Stati Uniti (rock airplay) | 31                |